# Stazione di Grumo Appula
Stazione di Grumo Appula vasútállomás Olaszországban, Binetto településen.

## Vasútvonalak
Az állomást az alábbi vasútvonalak érintik:
- Bari–Taranto-vasútvonal

## Kapcsolódó állomások
A vasútállomáshoz az alábbi állomások vannak a legközelebb:
- Stazione di Bitetto-Palo del Colle
- Sannicandro di Bari railway station